# Czorsztyn
Czorsztyn (ⓘ) ist ein Dorf im  Powiat Nowotarski der Woiwodschaft Kleinpolen in Polen. Es ist nicht Sitz der gleichnamigen Landgemeinde mit etwas mehr als 7600 Einwohnern. Der Sitz der Gemeinde ist in Maniowy.
Czorsztyn liegt zwischen den Pieninen und Gorce am Czorsztyn-Stausee in unmittelbarer Nähe (etwa vier Kilometer Luftlinie) zur Grenze zwischen Polen und der Slowakei.

## Geschichte
Das Dorf Czorsztyn am Fuße der Burg Czorsztyn, nach der es den deutschstämmigen Namen erhielt [Czornsteyn (1395), Schorstein (1777)], wurde im 13. Jahrhundert gegründet. In der Umgebung gibt es mehr Ortsnamen deutscher Herkunft: auf der polnischen Seite das Dorf Grywałd (Grünewald). Der ungarische König Andreas II hatte die Siedler gegenüber ins ungarische Land geholt: in der heutigen Polnischen Zips entstanden Dursztyn (Dürrenstein), Frydman (Friedmann), Falsztyn (Falkenstein), in der heutigen Slowakei Veľká Lesná (Reichenwald).
1246 gehörte das Schloss dem Ritter Piotr Wydźga. Im 15. Jahrhundert gehörte die Starostei dem Ritter Zawisza Czarny. Das Dorf wurde 1433 von den Hussiten verbrannt. Es wurde ein Stützpunkt des Bauernaufstandes von Kostka-Napierski (1651) und der Konföderation von Bar (1768–1782).
In den Jahren 1969 bis 1996 wurde etwas südlich bei der Burg Niedzica eine 56 m hohe Talsperre und ein Wasserkraftwerk am Dunajec-Fluss errichtet. Es entstand der Czorsztyn-Stausee. Das Dorf Czorsztyn verschwand unter der Wasseroberfläche, eine neue Siedlung wurde in der Nähe erbaut.

## Sehenswürdigkeiten
- Burg Czorsztyn
- Staudamm

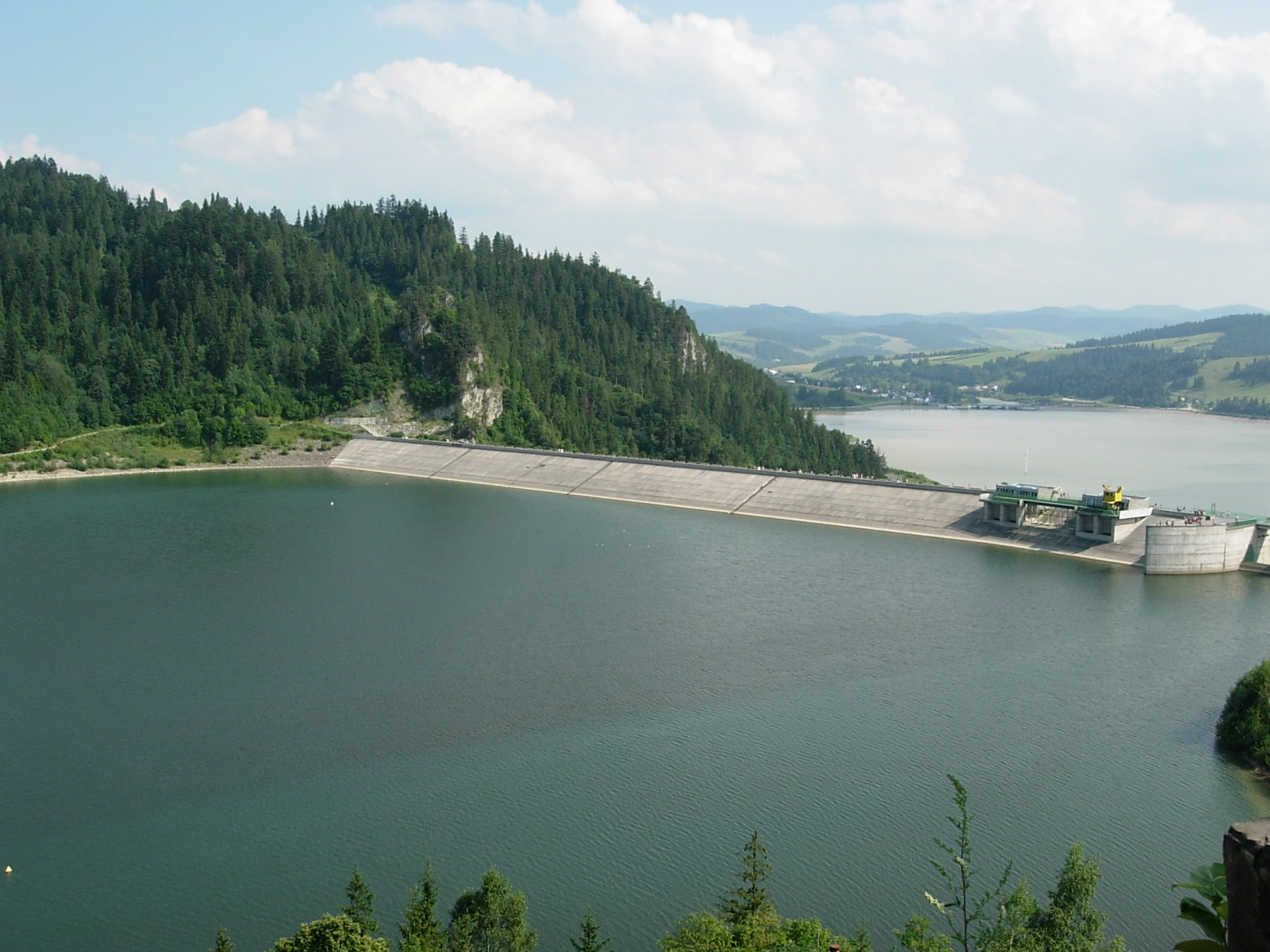
Der Staudamm bei Czorsztyn
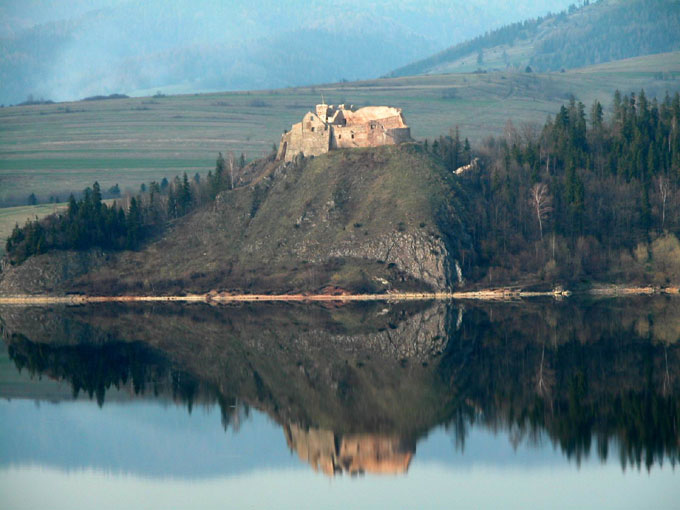
Burg Czorsztyn (Zornstein)

## Gemeinde
Zur Landgemeinde (gmina wiejska) Czorsztyn gehören sieben Dörfer mit einem Schulzenamt (sołectwo). Der Sitz der Gemeinde liegt in Maniowy.